# آلي (مغنية)
آلي (هانغل: 알리) هي مغنية كورية جنوبية، ولدت في 20 نوفمبر 1984.

## وصلات خارجية
- آلي على موقع ميوزك برينز (الإنجليزية)